# Kanton Bordeaux-3
Der Kanton Bordeaux-3 ist seit 1801 ein französischer Wahlkreis im Arrondissement Bordeaux, im Département Gironde und in der Region Nouvelle-Aquitaine, Vertreter im Generalrat des Départements ist seit 2001 (wiedergewählt 2008) Michel Duchêne. 
Der Kanton besteht aus dem westlichen Teil der Stadt Bordeaux mit insgesamt 48.394 Einwohnern (Stand: 2022):
Bis zur landesweiten Neuordnung der französischen Kantone im März 2015 besaß der Kanton den INSEE-Code 3310. 